# باچوکو
باچوکو (انگلیسی: Bachoco) شرکت صنایع غذایی مکزیکی است، که در سال ۱۹۵۲ تأسیس شد.